# Ignol

Ignol este o comună în departamentul Cher, Franța. În 1 ianuarie 2022 avea o populație de 174 de locuitori.